# جيمس بلاك (سياسي)
جيمس بلاك (بالإنجليزية: James Black)‏ هو محامي وقاضي وسياسي أمريكي، ولد في 6 مارس 1793 في الولايات المتحدة، وتوفي في 21 يونيو 1872. حزبياً، نشط في ديمقراطية جاكسونية والحزب الديمقراطي. وقد انتخب عضو مجلس نواب بنسيلفانيا وانتخب عضو مجلس النواب الأمريكي.